# Canoa polinesia en los Juegos del Pacífico 2015
La Canoa polinesia en los Juegos del Pacífico 2015 se llevó a cabo del 6 al 11 de julio de 2015 en Port Moresby en 12 eventos individuales y por equipos en masculino y femenino.

## Resultados

### Masculino
| Evento    | Oro                      | Oro     | Plata           | Plata   | Bronce            | Bronce  |  |
| --------- | ------------------------ | ------- | --------------- | ------- | ----------------- | ------- |  |
| V1 500 m  | Tuatini Makiroto-Piritua | 2:35.47 | Titouan Puyo    |         | Jacky Tuakoifenua |         |  |
| V6 500 m  | Tahití                   |         | Nueva Caledonia |         | Wallis y Futuna   |         |  |
| V6 1500 m | Tahití                   |         | Islas Cook      |         | Guam              |         |  |
| V12 500 m | Tahití                   | 1:59.94 | Nueva Caledonia | 2:02.01 | Wallis y Futuna   | 2:02.71 |  |
|           |                          |         |                 |         |                   |         |  |
| V1 15 km  | Revi Thon Sing           |         | Tituoan Puyo    |         | Joseph Amo        |         |  |
| V6 30 km< | Tahití                   | 2:22:02 | Nueva Caledonia |         | Islas Cook        |         |  |

### Femenino
| Evento    | Oro                  | Oro     | Plata                | Plata   | Bronce          | Bronce  |  |
| --------- | -------------------- | ------- | -------------------- | ------- | --------------- | ------- |  |
| V1 500 m  | Brenda Vaimiti Maoni | 3:05.48 | Lovaina Tetuira      |         | Serena Hunter   |         |  |
| V6 500 m  | Tahití               |         | Papúa Nueva Guinea   |         | Wallis y Futuna |         |  |
| V6 1500 m | Tahití               |         | Islas Cook           |         | Fiyi            |         |  |
| V12 500 m | Papúa Nueva Guinea   | 2:26.61 | Tahití               | 2:26.70 | Fiyi            | 2:42.51 |  |
|           |                      |         |                      |         |                 |         |  |
| V1 10 km  | Serena Hunter        |         | Brenda Vaimiti Maoni |         | Lovaina Tetuira |         |  |
| V6 20 km  | Tahití               | 1:14.30 | Islas Cook           |         | Nueva Caledonia |         |  |

## Medallero
| #     | País               | Oro | Plata | Bronce | Total |
| ----- | ------------------ | --- | ----- | ------ | ----- |
| 1     | Tahití             | 10  | 2     | 0      | 12    |
| 2     | Islas Cook         | 1   | 3     | 3      | 7     |
| 3     | Papúa Nueva Guinea | 1   | 1     | 0      | 2     |
| 4     | Nueva Caledonia    | 0   | 6     | 2      | 8     |
| 5     | Wallis y Futuna    | 0   | 0     | 4      | 4     |
| 6     | Fiyi               | 0   | 0     | 2      | 2     |
| 7     | Guam               | 0   | 0     | 1      | 1     |
| Total | Total              | 12  | 12    | 12     | 36    |